# Estación de Vauxhall
Vauxhall (  /ˈvɒksɔːl/, VOK -sawl ) es una estación de intercambio de National Rail, London Underground y London Buses en el centro de Londres. Está en el cruce de carreteras de Vauxhall Cross frente al acceso sur al puente de Vauxhall sobre el río Támesis en el distrito de Vauxhall. La estación principal está a cargo de South Western Railway y es la primera parada en South West Main Line desde London Waterloo hacia Clapham Junction y el suroeste. La estación de metro está en la línea Victoria y la estación está cerca del muelle de St George Wharf para los servicios fluviales.
Inaugurada por la London and South Western Railway en 1848 como estación de Vauxhall Bridge. Fue reconstruida tras un gran incendio en 1856 y recibió su nombre actual en 1862. A principios del siglo XX, Vauxhall se utilizaba mucho como parada de trenes que llevaban leche a Londres desde todo el país. La estación de metro se inauguró en 1971 como parte de la ampliación de la línea Victoria a Brixton, mientras que la estación de autobuses se abrió en 2004. Sigue siendo un importante intercambiador local en la red de transporte de Londres.
La estación se encuentra justo al este de Vauxhall Bridge, en un viaducto con ocho plataformas, a caballo entre South Lambeth Road y South Lambeth Place, junto a Vauxhall Cross. En la red ferroviaria nacional, es la siguiente estación de la línea principal del suroeste a lo largo de London Waterloo, 2.2 km al suroeste. En metro, está en la línea Victoria entre Pimlico al norte y Stockwell al sur. El área tiene varios ferrocarriles circundantes, incluida la línea de Victoria a Streatham. La estación se encuentra en el límite de las zonas 1 y 2 del área de London Travelcard y, aunque es una estación de paso, está clasificada como terminal del centro de Londres a efectos de emisión de billetes.
La estación de autobuses de Vauxhall está a nivel del suelo, frente a la estación de tren. Tiene un techo fotovoltaico que suministra gran parte de su electricidad y abastece a unos 2.000 autobuses al día.

## Historia

### Estación principal

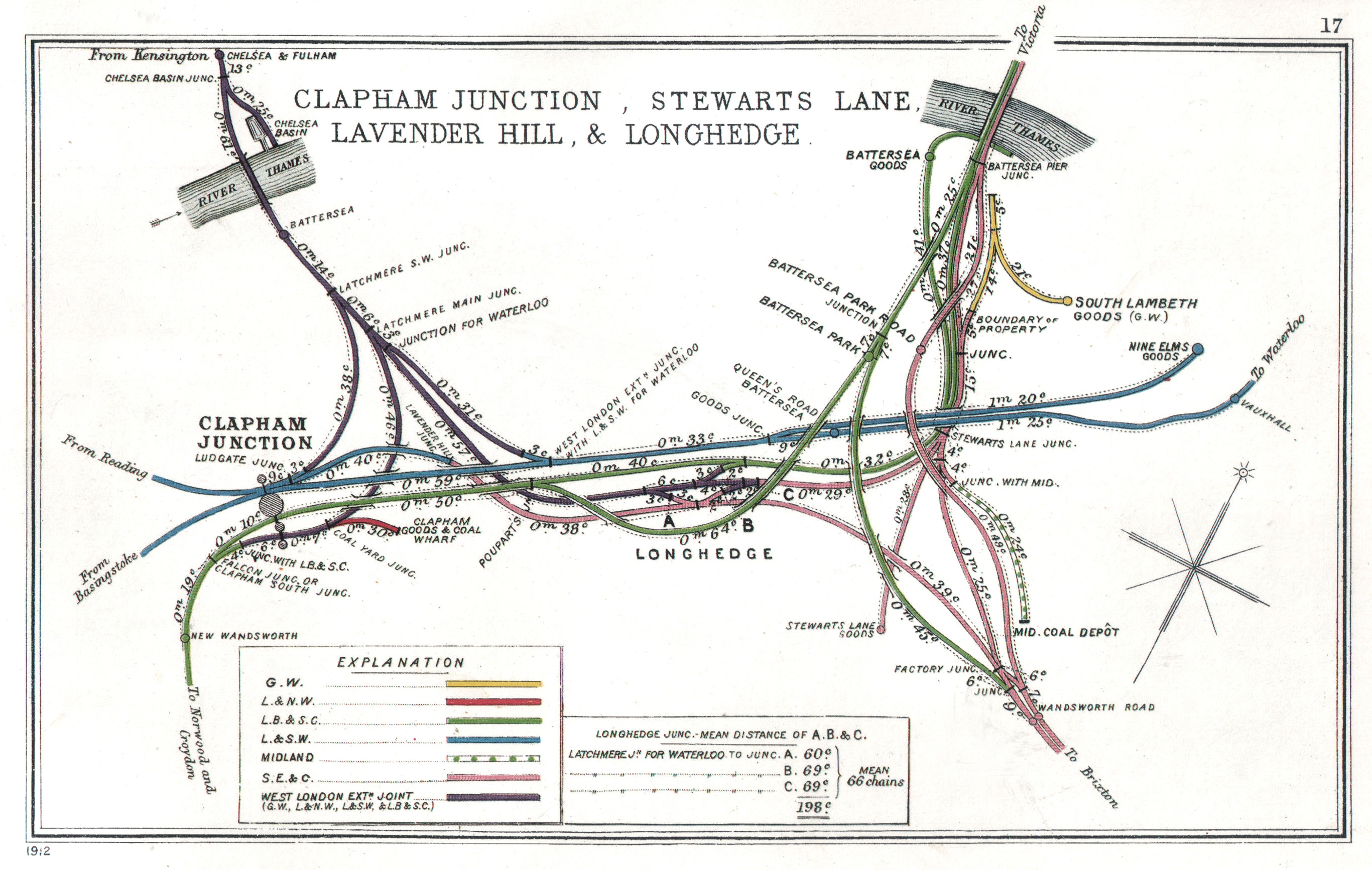
Un mapa de las líneas alrededor de Clapham Junction de la Cámara de Compensación de Ferrocarriles de 1912. La estación de Vauxhall está en el extremo derecho de este mapa

La estación está incorporada dentro del viaducto Nine Elms to Waterloo . Fue inaugurado por London and South Western Railway (LSWR) como "Vauxhall Bridge Station" el 11 de julio de 1848 cuando la línea principal se extendió desde Nine Elms hasta Waterloo, entonces conocida como "Waterloo Bridge Station". El viaducto se construyó para minimizar las perturbaciones a la propiedad; sin embargo, se demolieron unas 700 propiedades extendiendo la línea más allá de Nine Elms y Vauxhall.
En el período en que se abrió Vauxhall, no había forma de que un inspector se moviera a lo largo de un tren para verificar los boletos, por lo que se usó como parada de boletos, como varias otras estaciones. Una vez llegado a Vauxhall, el tren se detendría el tiempo necesario mientras se podían examinar y recoger todos los billetes.
El 13 de abril de 1856, la estación se incendió y quedó casi totalmente destruida. La línea se reparó rápidamente y los servicios hasta Waterloo se reanudaron sin mucha demora. Después de ser reconstruida, la estación pasó a llamarse "Vauxhall" en 1862. [lower-alpha 1] En el mismo año, el LSWR amplió la línea principal a través de la estación. Vauxhall fue remodelado en 1936, lo que incluyó una revisión del sistema de señalización hasta Waterloo.

#### Trenes de leche
En 1921, United Dairies abrió una importante planta embotelladora de leche y lechería frente a la estación de Vauxhall. Posteriormente, los trenes de leche se detuvieron regularmente en la estación. El tren regular diario de leche salía de Torrington, pero los servicios de todo el West Country se detenían en Clapham Junction por la noche, y reducían su longitud a la mitad para no bloquear la estación de Vauxhall mientras descarga. Luego se dirigirían a Vauxhall y se detendrían en la plataforma Up Windsor Local, donde se proporcionó una tubería de descarga a la lechería al otro lado de la carretera. También había acceso peatonal desde debajo de la estación, debajo de la carretera al depósito, en el túnel por donde discurría la tubería. Los trenes descargados luego se dirigirían a Waterloo, donde darían marcha atrás y regresarían a Clapham Junction para recoger la otra mitad del tren. Luego se repitió el procedimiento, de modo que todo el tren de leche se descargó entre el final del tráfico pico de la tarde y el comienzo de la mañana siguiente.

#### Desarrollos modernos
En 2017, comenzaron las obras para modernizar el diseño de la estación y reducir la congestión como parte de un programa de obras de 800 millones de libras esterlinas para mejorar el acceso a Waterloo. Se reemplazó el ascensor existente y se agregó una nueva escalera entre las plataformas 7 y 8 y la explanada. 

### Metro de Londres

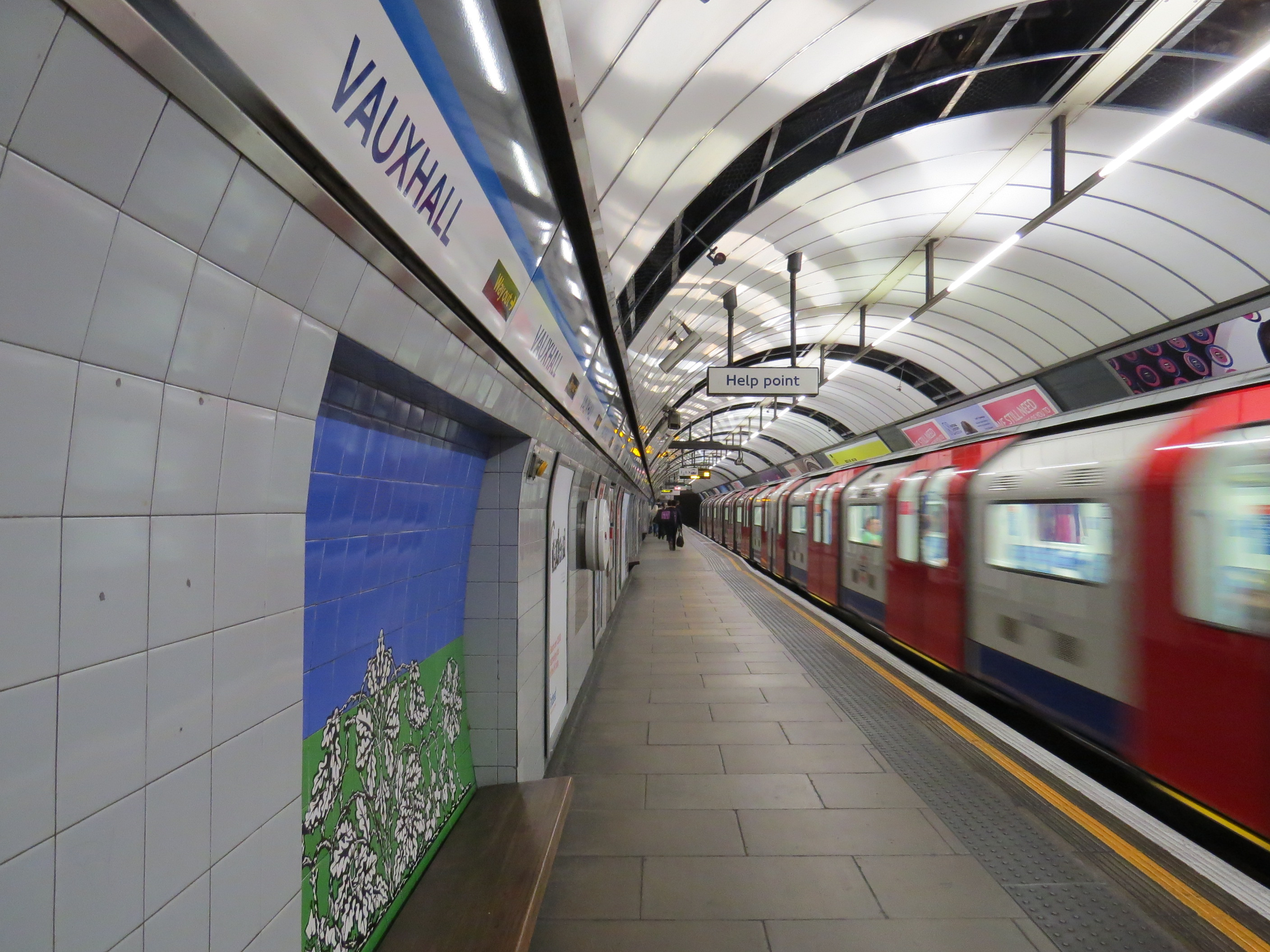
Estación de metro Vauxhall

La primera estación de metro propuesta en Vauxhall formaba parte del West and South London Junction Railway. La línea estaba destinada a conectar Paddington con Oval a través de Vauxhall, cruzando el río Támesis ligeramente aguas abajo del puente de Vauxhall. Fue rechazado en enero de 1901 por no cumplir con el Reglamento y dar la notificación correcta de desalojo, y los planes se archivaron en silencio. Otro plan abandonado para conectar Cannon Street con Wimbledon habría visto un intercambio en Vauxhall; estos planes fueron descartados en 1902 debido a la falta de fondos.
La actual estación de metro de Londres de tubo profundo se encuentra en la línea Victoria, que fue el primer gran proyecto subterráneo de la posguerra en el centro de Londres. La línea recibió la aprobación para extenderse desde Victoria debajo del Támesis hasta Vauxhall (y en adelante hasta Brixton ) en marzo de 1966. Para construir el hueco de la escalera mecánica, el suelo debajo de él se congeló con salmuera . Los andenes de la estación fueron diseñados por Design Research Unit y decorados con un motivo de los Vauxhall Gardens del siglo XIX, diseñados por George Smith. Al mismo tiempo, se reconstruyó el cruce de carreteras de Vauxhall Cross para dar cabida a la nueva estación de metro. La estación de metro fue inaugurada el 23 de julio de 1971 por la princesa Alexandra, como parte de la extensión de la línea Victoria a Brixton.
El primer sistema automatizado de venta de billetes del metro se instaló en Vauxhall con carácter experimental en octubre de 1982. Las dos máquinas eran una "Allfare", que proporcionaba billetes sencillos y de ida y vuelta a cualquier estación de metro, y una "Tenfare", que vendía los diez billetes sencillos más populares. El experimento, que duró hasta julio de 1983, sirvió para diseñar el sistema de venta de billetes del metro que posteriormente se implantó en toda la red.
En 2005, la escalera fija existente entre las dos escaleras mecánicas hasta el nivel del andén fue sustituida por una nueva escalera mecánica. Instalada por Metronet (empresa británica de infraestructura) como parte de Tube Private Public Partnership, la escalera mecánica se instaló debido al alto uso de la estación.
A fines de la década de 2000, una opción potencial para extender la línea Northern a Battersea era una ruta a través de la estación Vauxhall. A pesar del beneficio de conectarse a la línea Victoria y los servicios de National Rail, la opción tenía un costo significativamente más alto que otras y aumentaba la posibilidad de un mayor hacinamiento en la estación. En su lugar, se eligió una ruta a través de Nine Elms. A mediados de la década de 2010, la estación de metro se actualizó y renovó a un costo de £ 36 millones, como parte del proyecto de regeneración de Vauxhall Nine Elms Battersea. Se instalaron ascensores para facilitar el acceso sin escalones a la línea Victoria.

### Autobús
La estación de autobuses abrió el 4 de diciembre de 2004. Fue diseñado por Arup Associates y presenta un diseño metálico distintivo construido en acero inoxidable. La estación ha sido criticada por su proximidad al tráfico pesado alrededor de Vauxhall Cross. En 2011, Transport for London anunció que demolería la estación de autobuses y construiría una "pasarela lineal" en su lugar. Esto fue descartado, pero en 2017, revivieron los planes de demolición como parte de las mejoras generales en el área luego del apoyo del Consejo de Lambeth. Se espera que la reconstrucción tenga lugar entre 2019 y 2021. Kate Hoey, miembro del parlamento de Vauxhall, ha criticado las propuestas, calificándolas de "costura".

## Servicios

### Ferrocarril nacional

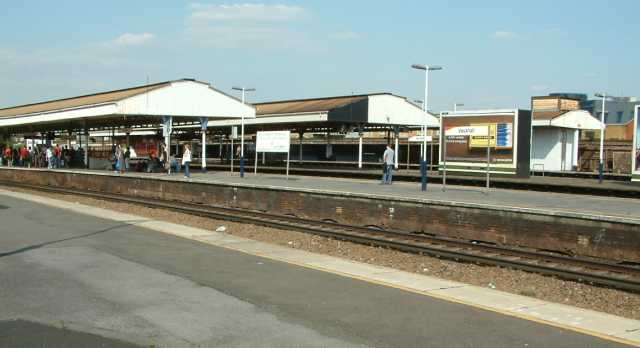
Andenes de la estación de tren de Vauxhall desde el extremo occidental.

La estación de tren de Vauxhall cuenta con el servicio South Western Railway desde y hacia London Waterloo. Aproximadamente 460 trenes viajan entre las estaciones cada día.
En la estación hay 8 andenes, dispuestos en 4 islas, que de norte a sur:
- Plataformas 1 y 2 en la línea Waterloo–Reading hacia London Waterloo
- Andenes 3 y 4 en Waterloo–Línea de lectura hacia Reading
- Plataforma 5 en la línea rápida South West Main Line hacia London Waterloo
- Plataforma 6 en la línea rápida South West Main Line hacia Weymouth
- Plataforma 7 en la línea lenta South West Main Line hacia London Waterloo
- Plataforma 8 en la línea lenta South West Main Line hacia Weymouth

En la práctica, los andenes 5 y 6 no se utilizan para llamadas de pasajeros ya que los trenes rápidos no hacen escala en esta estación.

### Metro de Londres
Vauxhall se encuentra entre Pimlico y Stockwell en la línea Victoria con una frecuencia de servicio en hora punta de 36 trenes por hora, o alrededor de uno cada 100 segundos.

### Conexiones
Las rutas de autobuses de Londres 2, 36, 77, 87, 88, 156, 185, 196, 344, 360, 436, 452 y las rutas nocturnas N2, N87 y N136 dan servicio a la estación de autobuses contigua.

## incidentes
- El 11 de septiembre de 1880, un motor ligero chocó con un servicio de Waterloo a Hampton . Cinco pasajeros murieron.[37]
- El 29 de agosto de 1912, una locomotora liviana chocó con una hilera de nueve vagones. Un pasajero murió y 43 resultaron heridos.[38]
- El 20 de septiembre de 1934, dos trenes suburbanos eléctricos chocaron en Vauxhall. El conductor de un tren y un pasajero fueron trasladados al Hospital St Thomas para recibir tratamiento.[39]
- El 9 de octubre de 2000, un estudiante trabajador sin formación fue atropellado por un tren cerca de la estación de Vauxhall sin supervisión. Una investigación realizada en mayo de 2002 arrojó un veredicto de homicidio ilegítimo.[40]
- El 5 de mayo de 2016 se produjo un incendio en uno de los cables de señales de la estación de Vauxhall. Los servicios desde Waterloo a través de la estación se cancelaron y la siguiente estación principal, Clapham Junction, se cerró como medida de hacinamiento.[41][42]

## Nombre
El nombre Vauxhall es fonéticamente similar a la palabra rusa para estación de tren, вокзал . ( vokzal). Una teoría de esta similitud es que el zar Nicolás I visitó Gran Bretaña a mediados del siglo XIX para estudiar la red ferroviaria. En ese momento, todos los trenes del Ferrocarril del Suroeste paraban en Vauxhall como parada de boletos. A partir de esto, el zar concluyó que Vauxhall era un importante intercambio de transporte y la palabra se introdujo como término genérico en ruso.